# 장노엘 바로
장노엘 바로(프랑스어: Jean-Noël Barrot, 1983년 5월 13일~)은 프랑스의 정치인이다. 2024년 9월 21일부터 미셸 바르니에 총리가 이끄는 바르니에 정부에서 프랑스 유럽외교부 장관을 맡고 있다.

## 경력
민주운동(MoDem)의 소속이며, 2022년부터 2024년까지 엘리자베트 보른 정부에서 디지털부 장관을 역임하였다.
2024년 9월 프랑스 유럽외교부 장관을 맡고 있다. 그는 기드온 사르 이스라엘 외무장관과의 통화에서 이스라엘과 헤즈볼라 간 휴전 협정과 관련하여 "휴전 협정은 모든 당사자가 존중하여야 한다"고 말하였다.